# 邪道 (漫画)
『邪道』（じゃどう）は土山しげるによる日本の漫画作品。『週刊漫画ゴラク』（日本文芸社刊）にて、2011年から2012年まで連載。

## 概要
喧嘩ラーメンに続き、ラーメンを題材とした料理漫画。ただし、内容はピカレスクなものとなっている。

## あらすじ
東京都内に「本丸」「二の丸」「三の丸」「大手門」を構えるラーメン屋「麺処 天守閣」。その創業者、上条竜也が交通事故で急死すると共に「本丸」のスタッフが退職し、新人を確保する必要が発生したことで物語は動き出す。

## 登場人物
兵藤 新介（ひょうどう しんすけ）
主人公。通称「チュウ」(大学を中退したことに由来)。22歳。大学で経営学を専攻し、複数の商社から内定を得るも、急遽自主退学し天守閣へ応募する。大学時代はラーメン屋でアルバイトをしていた。女性専門店「大奥」を提案したことで志麻子から店長を任され、これを機に躍進街道を突き進むことになる。途中である大失態を犯し志麻子から平社員に降格させられそうになるが、「天守閣企画」の運営スタッフと「大奥」の従業員が兵藤に傾倒していたので降格を免れ、志麻子が心労で経営から手を引いた後はオーナー代理として再び躍進街道を走り、「天守閣」の代表として君臨する。
合理的で冷徹な本性を持ち、とにかく上昇志向が強いが、ラーメンや食に対する愛着などは全くなく、「天守閣」や働く従業員達に対しても『自分の野望の為の道具』としか考えていなかったため、「天守閣」はブラック企業となってしまう。最終回では「天守閣」を拡大したことで世間に高く評価されて国政に出馬するも、選挙活動中に過労死した従業員の身内の凶刃に倒れる。
勝部 守（かつべ まもる）
通称「ヤマ」(山形県の出身に由来)。26歳。新しいラーメンを作り、実家のラーメン屋を大きくするため天守閣へ応募する。「大奥」が開店した時は兵藤とともに店をもり立て、2号店ができた時は店長となっていた。羽振りが良くなり堕落しかけていたが、偶々従業員として働いていた実家の店の馴染み客だった真澄から一喝されて自我を取り戻し、一からやり直すために「大奥」を離れ「本丸」に戻る。最終回では山形に帰郷し真澄と共に実家の店を切り盛りしている。
沢田 吾郎（さわだ ごろう）
通称「リス」(会社をリストラされたことに由来)。42歳。自営したいという思いから天守閣へ応募する。以前は広告会社に勤めていたので、新メニューや従業員募集などの広告制作には卓越した知識と技術を持っている。ただし、それ以外の仕事はあまりできない癖にプライドが高いのか、同期として天守閣に入社した年下の兵藤や勝部に対して高圧的かつ不遜な態度を取り、彼らに対して自分を優位に見せようとするところが多々ある。「大奥」開店時はバカ殿のコスプレをして宣伝をした。地道に精進した苦労が実り兵藤から勝部の後任として「大奥」2号店々長を任される。しかし2号店の従業員曰く「勝部に比べると少々頼りない」らしい。
最終回で売上金を横領し、それが発覚したために兵藤から「天守閣」を解雇され、自業自得とはいえ路頭に迷う悲惨な末路を迎える。
上条 竜也（かみじょう たつや）
「天守閣」の創業者兼オーナー(運営会社は「天守閣企画」)。通称「ボス」。京都府丹波地方の生まれ。学生時代は典型的な不良でやんちゃを繰り返していたが高校3年の時ある刑事事件を起こし、これを契機にラーメン屋の開業を思いつく。全国のラーメン屋を渡り歩いて何度も失敗を重ねながら独自のラーメンを作りだすことに成功する。さらには女子高の前で屋台を構えてラーメンを販売し評判を得るなど商才にも秀でていた。成功に成功を重ねた結果、湘南に豪邸を建て高級車を何台も持つほどの大富豪となり、後に自伝『喧嘩ラーメン一代記』を出版する。連載開始早々、交通事故で他界。回想によれば、見込みのないものは早々に見限るが、見込みがあると自分で判断したものにはきつく当たる不器用な職人気質を持つ。しかし、不良だったころの名残からか妻の志麻子の眼を盗んでは、気に入った「天守閣」の女性従業員に度々ちょっかいを出すなど、女癖の悪いところもあったようである。
上条志麻子（かみじょう しまこ）
竜也の妻。通称「姐さん」。28歳。竜也の死後、未亡人となってから天守閣のオーナーを引き継ぐことになる。竜也没後の「天守閣」の経営が思わしくないことに焦りを感じていたが、兵藤が提案した女性専門店「大奥」のアイデアを受け入れ、成功したことで兵藤には愛情に近い絶対的な信頼を寄せる。だが兵藤が自分に心服していないことと「本丸」が放火で焼失したことで心労が重なり、自宅療養のため経営から完全に離脱する。兵藤を誘惑したり中津と関係を持つなど、夫の竜也に劣らず男癖が悪い。
中津（なかつ）
「本丸」の店長。「天守閣」の店長では最年長で、元は自分の店を持っていたラーメン屋だったが、初心に帰るため店を閉めて「天守閣」に入った。先述の経緯から基本的には仕事はでき、志麻子や後輩にあたる3人の店長からの信頼も厚い。「天守閣」の経営悪化状態で新店舗を提案するなど兵藤には劣るものの斬新的な才を持っているが、兵藤が提案した「大奥」の発想を拒否するなど頭が固い部分もある。最終回では屋台を所有し、またラーメン屋に収まっている。
相馬（そうま）
「二の丸」の店長。修行時代は仕事の覚えが悪く、竜也からは毎日怒鳴られていた。「大奥」が繁盛していることを不快に思い馴染みのキャバ嬢を使って嫌がらせをしたが失敗し、志麻子の怒りを買って「二の丸」は「大奥２号店」に改装され、挙句の果てには店長を降格させられ「三の丸」に移転させられる。最終回では村田とともにラーメン店を経営している。
村田（むらた）
「三の丸」の店長。相馬と同じように「大奥」の繁盛ぶりを面白く思っていない。最終回では相馬とともにラーメン店を経営している。
早川（はやかわ）
「大手門」の店長。店長の中では一番若い。竜也亡き後、自分の開発したラーメンが世間に認められないことと客離れに苛立ち、自暴自棄となって「大手門」を半壊して行方をくらませてしまう。
柳沢（やなぎさわ）
「本丸」のセカンド。新入りの兵藤達に厳しく当たる。引き抜きにスカウトされ天守閣を裏切ろうとするも、その事が兵藤達にバレて店を辞めてしまう。その後「本丸」と「三の丸」を放火し逮捕される。
大島 真澄（おおしま ますみ）
「大奥」のアルバイトとしてやってきた女性、山形出身で学生時代は勝部の実家の店によく通っていた。金に溺れ堕落しかけていた勝部に最初は失望するものの、自我を取り戻した勝部の独自のラーメン作りに協力する。しかし、その事を邪魔に思った兵藤にはめられ襲われるが、間一髪勝部に助けられる。その後「大奥」を辞め山形へ帰り、最終回では勝部と一緒に働いている姿が見られた。